# Mar Sarkis

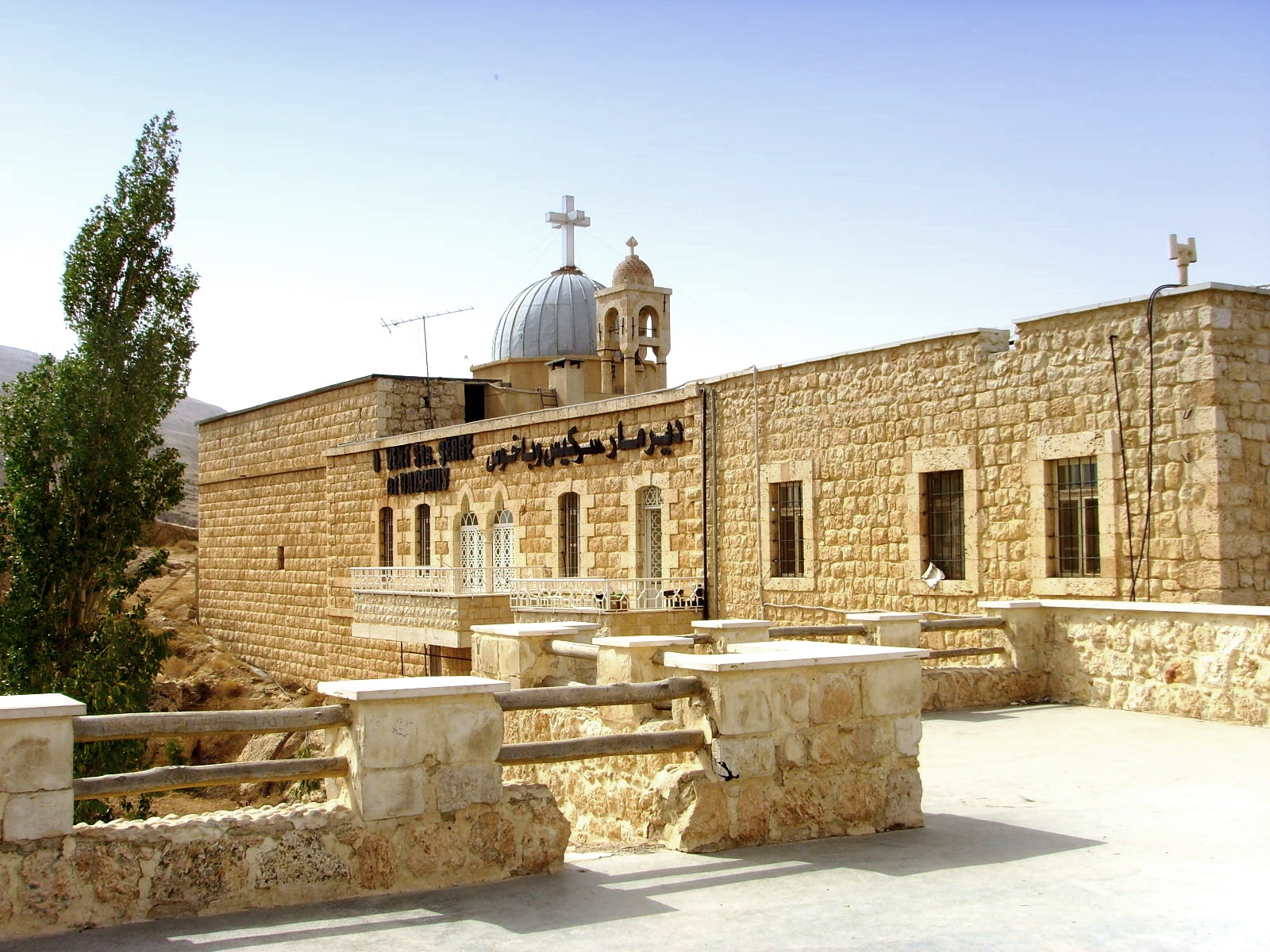
Mar Sarkis. Op de foto zijn latere delen van het klooster te zien.

Het klooster Mar Sarkis in het Syrische dorp Ma'loula is gebouwd in de vierde eeuw. Het is vernoemd naar Sint Sarkis (St.Sergius). Dit klooster behoort tot de Melkitische Grieks-katholieke Kerk. Het klooster is nog steeds in gebruik en de meest gebruikte taal is Aramees, de taal die Jezus zelf sprak.
Er is een met iconen versierde kapel; deze wordt als een van de oudste van het christendom beschouwd en is geconstrueerd uitgaande van een vroegere heidense tempel. Het altaar heeft kenmerken van de Romeinse offeraltaren (opstaande boord, afvoergeultjes).
De iconen in het klooster stellen onder meer de heiligen Sergius en Bacchus voor, twee Romeinse soldaten die als martelaar gestorven zijn.